# 7147 Feijth
7147 Feijth eller 4015 P-L är en asteroid i huvudbältet som upptäcktes den 24 september 1960 av den nederländsk-amerikanske astronomen Tom Gehrels och det nederländska astronomparet Ingrid van Houten-Groeneveld och Cornelis Johannes van Houten vid Palomarobservatoriet. Den är uppkallad efter den holländske amatörastronomen Hendrik Feijth.
Den tillhör asteroidgruppen Nysa.